# Intsika Yethu
Intsika Yethu – gmina w Republice Południowej Afryki, w Prowincji Przylądkowej Wschodniej, w dystrykcie Chris Hani. Siedzibą administracyjną gminy jest Cofimvaba.